# أ. هومر باينغتون
أ. هومر باينغتون هو دبلوماسي وسياسي أمريكي، ولد في 23 يوليو 1826 في قرية هريكيمر في الولايات المتحدة، وتوفي في 29 ديسمبر 1910 في فلاشينغ ‏ في الولايات المتحدة. نشط حزبياً في الحزب الجمهوري. وقد انتخب عضو مجلس ولاية كونيتيكت ‏ وانتخب عضو مجلس نواب كونيتيكت ‏.